# Ото II (Брауншвайг-Остероде)
Вижте пояснителната страница за други личности с името Ото II.
Ото II фон Брауншвайг-Остероде (на немски: Otto II von Braunschweig-Osterode; * 1396 † 6 януари/16 април 1452) от род Велфи (Стар Дом Брауншвайг) е херцог на Брауншвайг-Остероде от 1421 до 1452 г.

## Живот
Син е на херцог Фридрих фон Брауншвайг-Остероде (1350 – 1421) и съпругата му Аделхайд фон Анхалт-Бернбург († 1405), единствената дъщеря на княз Бернхард V фон Анхалт-Бернбург († 1410/1420) и Елизабет фон Хонщайн-Келбра († сл. 1426). Майка му Аделхайд се омъжва втори път пр. 24 март 1415 г. за граф Мориц IV фон Шпигелберг († 1434).
Ото II управлява Остероде след смъртта на баща му през 1421 г. До 1427 г. управлява заедно с братовчед му Албрехт II.
През 1414 г. той се жени за Шонета фон Насау-Вайлбург († 25 април 1436), вдовица на Хайнрих X фон Хомбург († 1409), дъщеря на граф Йохан I фон Насау-Вайлбург и втората му съпруга Йохана фон Саарбрюкен. Бракът е бездетен. С метресата си той има син Ото „Отонис“ († сл. 1463), свещеник в „Св. Катарина“ (1444/1463) и каноник в Св. Блазиус в Брауншвайг (1444/1459).